# ハビ・セラーノ
ハビエル・"ハビ"・セラーノ・マルティネス（Javier "Javi" Serrano Martínez、2003年1月16日 - ）は、スペイン・マドリード出身のサッカー選手。アトレティコ・マドリード所属。スペイン代表。ポジションはMF。

## クラブ経歴
マドリードに生まれ、当時7歳だった2010年にアトレティコ・マドリードのユースチームが開催したトライアルを受験し、合格したことでアトレティコ・マドリードのユース生となった。2020-21シーズン、17歳にしてBチームで出場機会を得ると、同シーズン終了後にクラブとの契約を2026年まで延長した。契約延長前にはパリ・サンジェルマンFCから移籍を持ちかけられたが、セラーノは断っている。
2021-22シーズン、ディエゴ・シメオネ監督によってトップチームのプレシーズンに帯同すると、非公式の試合ではあるがCDヌマンシア戦でトップチームデビューを果たし、以降5試合全ての親善試合でプレーした。
2021年11月3日、UEFAチャンピオンズリーグのベスト16リヴァプールFC戦にて、74分にアンヘル・コレアとの交代で公式戦においてのトップチームデビューを果たし、4-2での勝利に貢献した。ラ・リーガデビューは、2022年1月22日のバレンシアCF戦であり、ヤニック・カラスコとの交代であった。
2022年8月26日、2022-23シーズンはセグンダ・ディビシオンのCDミランデスにレンタル移籍することが決定した。
2023年6月30日、SKシュトゥルム・グラーツへの1シーズンのレンタル移籍が発表された。